# 1984 (álbum de Van Halen)
1984 (na capa em algarismos romanos, MCMLXXXIV) é o sexto álbum de estúdio lançado pela banda americana de hard rock Van Halen, no início de 1984. Este álbum está na lista dos 200 álbuns definitivos no Rock and Roll Hall of Fame. Integra também o livro 1001 Albums You Must Hear Before You Die.
É o último álbum da banda do qual David Lee Roth participa antes do lançamento de A Different Kind of Truth, de 2012; posteriormente saiu da banda alegando divergências com Eddie Van Halen, e seguiu em carreira solo.
O álbum vendeu mais de 10 milhões de cópias apenas nos Estados Unidos, dando à banda dois álbuns a receberem um Disco de Diamante, juntamente com o álbum de estreia Van Halen, tornando-se assim um dos álbuns mais populares da banda (em termos de vendas e singles).

## História
Eddie Van Halen, conhecido por suas habilidades com a guitarra, mas também um tocador clássico de piano, utilizou 1984 como uma oportunidade de levar a banda a outros estilos musicais. Adicionalmente, 1984 foi o primeiro álbum do grupo à ser gravado no estúdio caseiro de Edward Van Halen, o 5150. Os teclados sintetizadores tocados por Eddie ficaram mais proeminentes em MCMLXXXIV do que em qualquer outro álbum da banda, principalmente nas faixas "Jump" e "I'll Wait", o primeiro e segundo singles do álbum, respectivamente, além de "1984", uma faixa instrumental de um minuto constituída exclusivamente por sintetizadores e novos efeitos (que antes compunham o baixo de Michael Anthony em apresentações ao vivo no tour Diver Down) no qual abriu o álbum.
No verão do mesmo ano foi lançado o terceiro single de 1984, "Panama", que apresentou riffs de guitarra mais pesados remanescente dos trabalhos mais primários do Van Halen (o som mecânico em "Panama" era, na realidade, Eddie ligando seu Lamborghini). Mais tarde, um vídeo de "Hot for Teacher" foi lançado e tocado regularmente na MTV, dando à banda um quarto hit que manteve as vendas do álbum. As outras canções que compunham 1984 foram "Girl Gone Bad", sendo que algumas partes foram tocadas no mesmo tour durante performances de "Somebody Get Me a Doctor" (mais conhecido no show do US Festival); as faixas de Hard Rock de "Drop Dead Legs"; e "Top Jimmy", um tributo a James Paul Koncek da banda Top Jimmy & The Rhythm Pigs. O álbum incluí também "House of Pain", um som rápido e agressivo que já existia nos tempos de clube da banda, na metade dos anos 70.
Durante uma entrevista para o programa de rádio King Biscuit Flower Hour em 1985, Eddie disse ter escrito "Girl Gone Bad" em um quarto de hotel em que ele e Valerie Bertinelli alugaram. Valerie estava adormecida, e Edward acordou no meio da noite com uma ideia em que ele teria que gravar. Eddie pegou um pequeno gravador cassete e então gravou a sí mesmo tocando guitarra no closet. Ele não queria acordar Valerie.
Eddie alega ter criado o arranjo de "Jump" anos antes do álbum ser gravado, e é evidenciado em uma entrevista de 1982 onde ele a tocou no telefone. Roth diz ter criado as letras por estar "pulando" de ano, e porque ele viu um homem na televisão tentando se suicidar pulando de um edifício.
Uma versão um pouco diferente de "House of Pain" foi gravada anos antes do álbum 1984 ser lançado. A canção foi demonstrada quando a banda gravou material para Gene Simmons.

### Honras
- O site Top Ten REVIEWS nomeou MCMLXXXIV como o 15º melhor álbum de todos os tempos;[3]
- A revista Kerrang! consagrou o álbum com a 67ª posição na sua lista dos 100 maiores álbuns de Heavy Metal de todos os tempos;[4]
- A revista Rolling Stone colocou MCMLXXXIV na 81ª colocação na lista dos 100 melhores álbuns da década de 1980.[5]
- Aparece também na Lista dos 50 maiores álbuns de guitarra da história pelo site Guitar World, ocupando a 35ª colocação.[6]

| Críticas profissionais                                                      | Críticas profissionais |
| Avaliações da crítica                                                       | Avaliações da crítica  |
| Fonte                                                                       | Avaliação              |
| --------------------------------------------------------------------------- | ---------------------- |
| Allmusic                                                                    | [ 7 ]                  |
| Kerrang!                                                                    | [ 8 ]                  |
| Q                                                                           | [ 9 ]                  |
| Robert Christgau                                                            | (B+)                   |
| Rolling Stone                                                               | [ 11 ]                 |
| The Daily Vault                                                             | (A)                    |
| Esta tabela precisa de ser acompanhada por texto em prosa. Consulte o guia. |                        |

## Faixas
Todas as faixas por David Lee Roth, Michael Anthony, Edward Van Halen e Alex Van Halen.
| N.º            | Título                | Duração |  |
| 1.             | "1984" (Instrumental) | 1:07    |  |
| 2.             | "Jump"                | 4:04    |  |
| 3.             | "Panama"              | 3:34    |  |
| 4.             | "Top Jimmy"           | 3:02    |  |
| 5.             | "Drop Dead Legs"      | 4:15    |  |
| 6.             | "Hot for Teacher"     | 4:44    |  |
| 7.             | "I'll Wait"           | 4:45    |  |
| 8.             | "Girl Gone Bad"       | 4:35    |  |
| 9.             | "House of Pain"       | 3:19    |  |
| Duração total: | Duração total:        | 33:25   |  |

## Integrantes
- David Lee Roth — vocal
- Eddie Van Halen — guitarra, teclado
- Alex Van Halen — bateria
- Michael Anthony — baixo

## Posições nas paradas musicais

### Álbum
| País - Parada Musical (1984)   | Melhor posição |
| ------------------------------ | -------------- |
| Áustria - Parada Musical       | 12             |
| Canadá - Canadian Albums Chart | 1              |
| Estados Unidos - Billboard 200 | 2              |
| Noruega - VG-lista             | 12             |
| Nova Zelândia - RIANZ          | 15             |
| Reino Unido - UK Albums Chart  | 15             |
| Suécia - Sverigetopplistan     | 4              |
| Suíça - Swiss Music Charts     | 7              |

### Singles
Billboard (América do Norte)
| Ano  | Single            | Chart             | Posição |
| ---- | ----------------- | ----------------- | ------- |
| 1984 | "Jump"            | Billboard Hot 100 | 1       |
| 1984 | "Jump"            | Mainstream Rock   | 1       |
| 1984 | "I'll Wait"       | Billboard Hot 100 | 13      |
| 1984 | "I'll Wait"       | Mainstream Rock   | 2       |
| 1984 | "Panama"          | Billboard Hot 100 | 13      |
| 1984 | "Panama"          | Mainstream Rock   | 2       |
| 1984 | "Hot for Teacher" | Billboard Hot 100 | 56      |
| 1984 | "Hot for Teacher" | Mainstream Rock   | 34      |

## Certificações
| País           | Certificador | Certificação | Vendas      |
| -------------- | ------------ | ------------ | ----------- |
| Estados Unidos | RIAA         | Diamante     | 10 000 000+ |
| Canadá         | Music Canada | 5× Platina   | 500 000+    |
| Alemanha       | IFPI         | Platina      | 200 000+    |
| Grã-Bretanha   | BPI          | Ouro         | 100 000+    |
| França         | SNEP         | Ouro         | 100 000+    |

## Certificação RIAA
- Ouro: 12 de março de 1984
- Platina: 12 de março de 1984
- Multi-platina:
  - 22 de outubro de 1984 (4x)
  - 23 de janeiro de 1985 (5x)
  - 1 de julho de 1994 (6x)
  - 11 de julho de 1994 (7x)
  - 8 de agosto de 1996 (8x)
- Diamante: 8 de fevereiro de 1999